# عبدالرحمن الحداد
عبدالرحمن الحداد (عربی: عبدالرحمن الحداد) (زاده ۲۳ مارس ۱۹۶۶) بازیکن سابق فوتبال اهل امارات متحده عربی است.
وی عضو تیم ملی فوتبال امارات متحده عربی در جام جهانی فوتبال ۱۹۹۰ بوده است.